# 溥偁
溥偁（1893年4月18日—1931年6月9日），道光帝曾孙，惇亲王奕誴長孙，已革郡王銜貝勒載濂长子。
他在光緒十九年三月初三日（1893年4月18日）出生，母亲是載濂嫡妻、员外郎崇纲之女阿鲁特氏，父亲被革爵，他赏头品顶戴、任乾清门行走。嫡妻富察氏，生二子：毓岱，民国三年（1914年）1月2日（旧历癸丑年十二月初七日）生，民国三十五年（1946年）去世；毓嵒，民国七年（1918年）5月17日（旧历四月初八日）生，1999年去世。富察氏民國十三年（1924年）去世，民國二十年（1931年）6月9日（旧历四月二十四日）溥偁因为家庭压力，自缢身亡。